# Idealismo transcendental
Idealismo transcendental é uma terminologia aplicada à epistemologia de Immanuel Kant, filósofo do século XVIII.
Segundo esta, os fenômenos da realidade objetiva, por serem incapazes de se mostrar à humanidade exatamente tais como são, não aparecem como coisas-em-si, mas como representações subjetivas construídas pelas faculdades humanas de cognição. Seu oposto seria o idealismo dogmático.
Esta forma de idealismo afirma que o ego transcendental consegue apreender conhecimento através dos sentidos e também de conceitos centrais, as categorias. Esta epistemologia está em contraste com o idealismo de René Descartes e o idealismo dogmático de George Berkeley.